# John Hill (botanico)
John Hill (Peterborough, 1716 – Londra, 1775) è stato un botanico britannico.
| Hill è l'abbreviazione standard utilizzata per le piante descritte da John Hill. Consulta l'elenco delle piante assegnate a questo autore dall'IPNI. |